# Samrith Seiha
Bản mẫu:Cambodian name
Samrith Seiha (sinh ngày 22 tháng 4 năm 1990) là một cầu thủ bóng đá người Campuchia thi đấu ở vị trí thủ môn cho Đội tuyển bóng đá quốc gia Campuchia và câu lạc bộ Nagaworld. Seiha có màn ra mắt năm 2007 lúc mới 17 tuổi.